# Eternium
Eternium ist das dritte Studioalbum der finnischen Thrash-Metal-Band Diablo. Es erschien am 19. Januar 2004 über Poko Rekords und am 27. September 2004 über Drakkar Entertainment.

## Entstehung und Hintergrund
Während des Songwritings für ihr neues Album legten die Musiker größeren Wert auf die Dynamik der Lieder. Um einen dunkleren Gesamtsound zu erhalten, wurden die Gitarren auf B gestimmt. Sämtliche Titel wurden von Rainer Nygård & Marko Utriainen geschrieben. Die Aufnahmen fanden in den Fantom Studios in Tampere statt. Produziert wurde das Album von Samu Oittinen, Rainer Nygård & Marko Utriainen.
Als Gastsänger traten bei dem Lied Queen of Entity Jytt von der Band Pornorphans, Markku Kivistö von der Band Pain Confessor und „G“ von der Band Rotten Sound auf. Das Lied Symbol of Eternity ist für Sänger Rainer Nygård ein Tribut an den Death-Sänger Chuck Schuldiner. Am Anfang des Liedes ist ein Sample des finnischen Volksliedes Rattaanpyörä in der Version von Reino Helismaa zu hören.
Für das Lied Read My Scars wurde ein Musikvideo gedreht. Am 27. September 2004 wurde das Album außerhalb Finnlands über Drakkar Entertainment veröffentlicht. Damit ist Eternium das erste Album der Band, welches außerhalb des Heimatlandes veröffentlicht wurde.

## Titelliste
| 1. Symbol of Eternity – 3:54 2. Read My Scars – 3:42 3. Queen of Entity – 3:51 4. Lovedivided – 4:26 5. Faceless – 3:19 6. The Preacher – 3:14 | 1. In Flesh – 3:10 2. Black Swan – 4:40 3. Omerta – 3:23 4. Shape Shifters – 4:13 5. Reptiles – 5:19 |

## Rezeption
Detlef Dengler vom deutschen Magazin Metal Hammer bezeichnete Eternium als die „perfekte Symbiose aus traditionellem Thrash Metal wie Testament und Techno-Thrash Metal wie Coroner durchgeht, angereichert mit einem Schuss Soilwork und natürlich einer deftigen Brise Death“, wofür er sechs von sieben Punkten vergab. Für Alex Straka vom Onlinemagazin Powermetal.de ist Eternium eine „glasklar und fett produzierte Scheibe mit fast ausschließlich erstklassigen Killertracks“, die „im Zirkus der Großen einen Affentanz aufführen wird“. David Gregori vom Onlinemagazin Metal.de bezeichnete Eternium als Killerscheibe, wegen der „oft eingeflochtenen Harmonien und Gitarrenläufe, die man sonst eher aus der Göteborger Melo-Death-Ecke gewohnt ist“. Er bewertete das Album mit acht von zehn Punkten.
Sowohl das Album als auch die ausgekoppelte Single Read My Scars erreichten Platz drei der finnischen Charts. Außerhalb ihrer Heimat konnte das Album keine Chartplatzierung erreichen.